# Yên Kiện
Yên Kiện là một xã thuộc huyện Đoan Hùng, tỉnh Phú Thọ, Việt Nam.
Xã Yên Kiện có diện tích 10,76 km², dân số năm 1999 là 3443 người, mật độ dân số đạt 320 người/km².